# Giovanni Battista Scanaroli

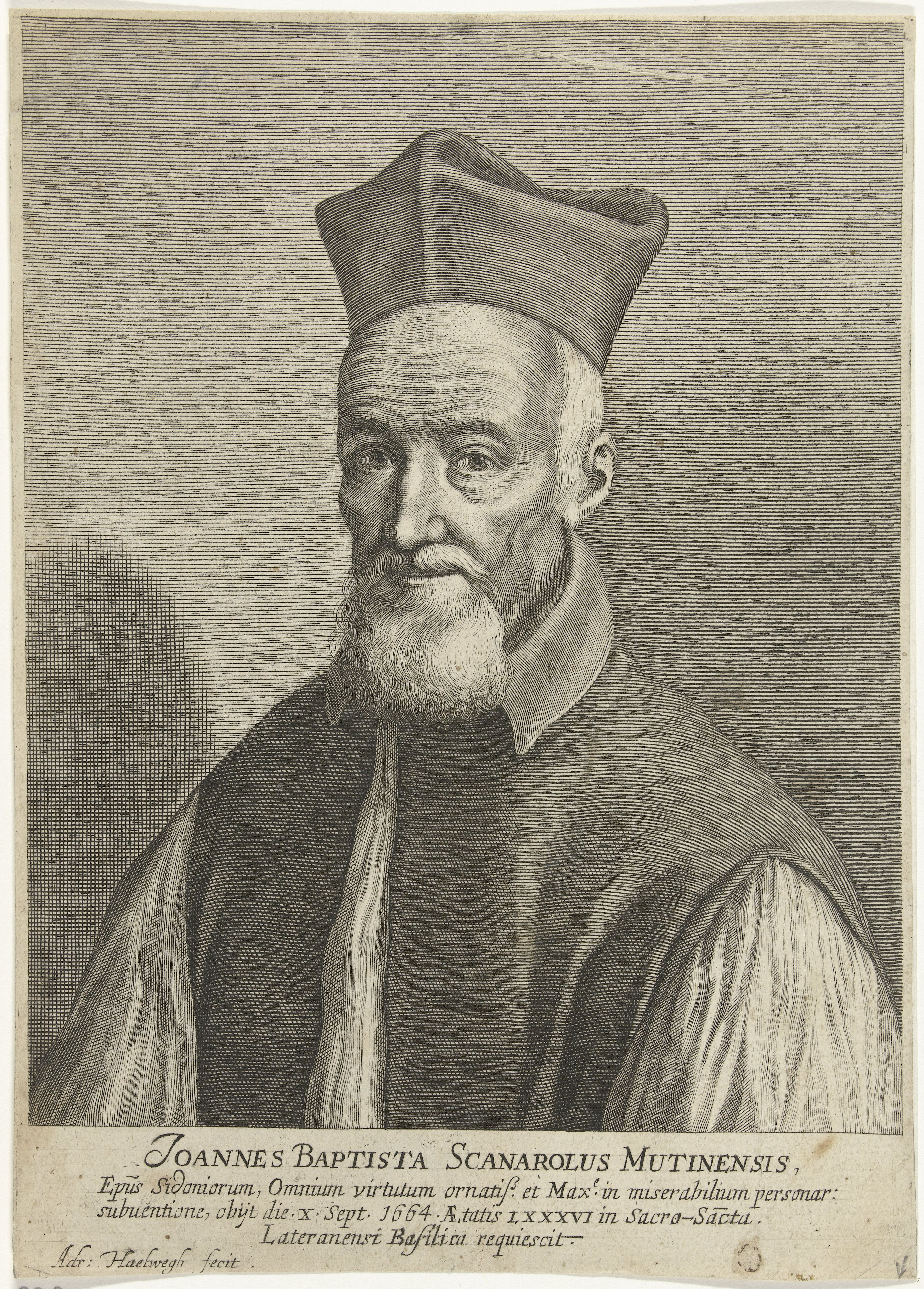
Bischof Scanaroli

Giovanni Battista Scanaroli (* 1579 in Modena; † 10. September 1664) war ein italienischer katholischer Bischof.

## Biografie
Am 7. Oktober 1630 wurde er zum Titularbischof von Sidon geweiht.
20 Jahre lang war Monsignore Scanaroli Prälat der Erzbruderschaft des Heiligen San Girolamo della Carità, deren Aufgabe es war, den Gefangenen von Rom körperliche und geistige Hilfe zu leisten. Er war der Autor des umfangreichen Werkes De visitatione carceratorum, das um mehr als ein Jahrhundert die Lehren vorwegnimmt, die Cesare Beccaria in seinem bekannten Traktat Dei delitti e delle pene vertritt.

## Werke
- Giovanni Battista Scanaroli: De visitatione carceratorum. typis Reuerendae Camerae Apostolicae, Rom 1655 (Latein, google.it).